# Таборско
«Таборско», спонсорська назва «Сілон Таборско» (чеськ. FC Silon Táborsko) — професійний чеський футбольний клуб з міста Табор.

## Історія
Клуб засновано у 2012 році шляхом злиття двох команд ще у червні 2011 року місцевого «Табора» та «Спартак МАС» із сусіднього міста Сезимово-Усті. Нова команда в 2012 році отримала назву «МАС Таборско».
У 2022 році клуб отримав нового головного спонсора та змінив назву на ФК «Сілон Таборско».

## Досягнення
Богемська футбольна ліга
- Чемпіон (1): 2009–10